# Edoardo Leo
Edoardo Leo, né à Rome le 21 avril 1972, est un acteur, réalisateur et scénariste italien.

## Biographie
Edoardo Leo est diplômé en littérature et en philosophie de l'Université la Sapienza de Rome. Il fait ses débuts professionnels en 1995, dans le film télé La luna rubata. Il accède à la notoriété en 2003, avec le rôle de Marcello dans la série télévisée Un medico in famiglia.
En 2009, Edoardo Leo fait ses débuts en tant que scénariste et réalisateur avec le road movie , qui obtient des prix dans des festivals internationaux de cinéma : une nomination au David di Donatello pour le meilleur réalisateur débutant et une nomination au Ruban d'argent dans la même catégorie.
En 2014, il reçoit le prix Nino Manfredi du Ruban d'argent.
En 2015, le film Noi e la Giulia remporte le David di Donatello de la jeunesse et le Ruban d'argent de la meilleure comédie,.

## Filmographie partielle

### Acteur de cinéma
- 2003 : Gente di Roma  d'Ettore Scola
- 2009 : Diciotto anni dopo (it)
- 2012 : To Rome with Love de Woody Allen
- 2013 : La mossa del pinguino de Claudio Amendola
- 2014 : J'arrête quand je veux de Sydney Sibilia
- 2015 : Noi e la Giulia
- 2016 : Perfetti sconosciuti de Paolo Genovese
- 2019 : Pour toujours (La dea fortuna) de Ferzan Özpetek
- 2025 : Follemente de Paolo Genovese

### Réalisateur
- 2009 : Ne parliamo a cena
- 2009 : Diciotto anni dopo (it)
- 2013 : Buongiorno papà (it)
- 2015 : Noi e la Giulia
- 2016 : Che vuoi che sia (it)
- 2021 : Lasciarsi un giorno a Roma (it)
- 2023 : I migliori giorni (it), coréalisé avec Massimiliano Bruno
- 2023 : I peggiori giorni (it), coréalisé avec Massimiliano Bruno